# Solmsia
Solmsia là một chi thực vật có hoa trong họ Thymelaeaceae. Chi này được Henri Ernest Baillon đặt theo tên của Hermann zu Solms-Laubach.

## Loài
Chi này có 2 loài được công nhận
- Solmsia calophylla
- Solmsia chrysophylla